# Santiago Valderas Cañestro
Santiago Valderas Cañestro (Larache, Protectorado español de Marruecos, 26 de marzo de 1933-Alcalá de Henares, Comunidad de Madrid, 12 de enero de 2019) fue un militar español, jefe del Estado Mayor de la Defensa de 1996 al 2000.

## Biografía

### Carrera militar
En 1957 se graduó como teniente en la Academia General del Aire, con la 9.ª promoción de la Academia General del Aire, siendo piloto de reactores. Con posterioridad el título de piloto de guerra por la fuerza aérea estadounidense. Entre los cargos que se le confiaron figura: la jefatura del Ala 12 de la Base aérea de Torrejón de Ardoz; miembro del Estado Mayor del Ejército del Aire (1992-1993); representante militar ante el Comité Militar de la OTAN y delegado militar en la Representación Permanente de España en el Consejo de la Unión Europea Occidental (UEO) (1994-1996).

### Jefe del Estado Mayor de la Defensa (1996-2000)
El 26 de julio de 1996 fue nombrado jefe de Estado Mayor de la Defensa. Durante su mandato, se impulsó la profesionalización y modernización de las Fuerzas Armadas, como paso previo para eliminar el servicio militar obligatorio, y se produjo la plena incorporación de España a la estructura militar de la OTAN.
Ascendido a General del Aire en 1999, se mostró partidario de que España impulsase "la consecución de la identidad de seguridad europea, enmarcada en la OTAN".  El 15 de diciembre del 2000, el gobierno de José Mª Aznar nombró al almirante Antonio Moreno Barberá como nuevo JEMAD, en sustitución de Santiago Valderas.

### Distinciones
- Gran Cruz de la Real Orden de Isabel la Católica. (2001)
- Gran Cruz del Mérito Militar. distintivo blanco (1991)
- Gran Cruz del Mérito Naval. distintivo blanco (1992)
- Gran Cruz del Mérito Aeronáutico. distintivo blanco (1994)
- Gran Cruz de la Orden del Mérito Civil. (1996)
- Gran Cruz de la Real y Militar Orden de San Hermenegildo. (1989)
- Cruz del Mérito Aeronáutico. distintivo blanco
- Placa de la Real y Militar Orden de San Hermenegildo.
- Encomienda de la Real y Militar Orden de San Hermenegildo.
- Cruz de la Real y Militar Orden de San Hermenegildo.

Distintivos
- Distintivo («rokiski») correspondiente a los títulos de Piloto Militar (hélice) y Observador (estrella de 5 puntas) (Ejército del Aire).
- Distintivo del título de "Diplomado de Estado Mayor del Aire" (utilizado por personal que lo realizó antes del curso común) del Estado Mayor del Ejército del Aire.
- Distintivo de Función del Estado Mayor de la Defensa.
- Distintivo de Operaciones de Mantenimiento de la Paz con pasadores “OTAN” y “UEO”.

| Predecesor: José Rodrigo Rodrigo | Jefe de Estado Mayor de la Defensa 26 de julio de 1996-15 de diciembre del 2000 | Sucesor: Antonio Moreno Barberá |